# Wiek żagli
Wiek żagli – okres historii nowożytnej, w którym zarówno marynarki handlowe jak i floty wojenne składały się w większości z żaglowców. Trwał od XVI do połowy XIX wieku. Był to znaczący okres w żegludze światowej, kiedy to statki żaglowe przewoziły tysiące europejskich osadników do kolonii zakładanych na wszystkich kontynentach (prócz Antarktydy); była to najznaczniejsza migracja ludności w czasach nowożytnych.

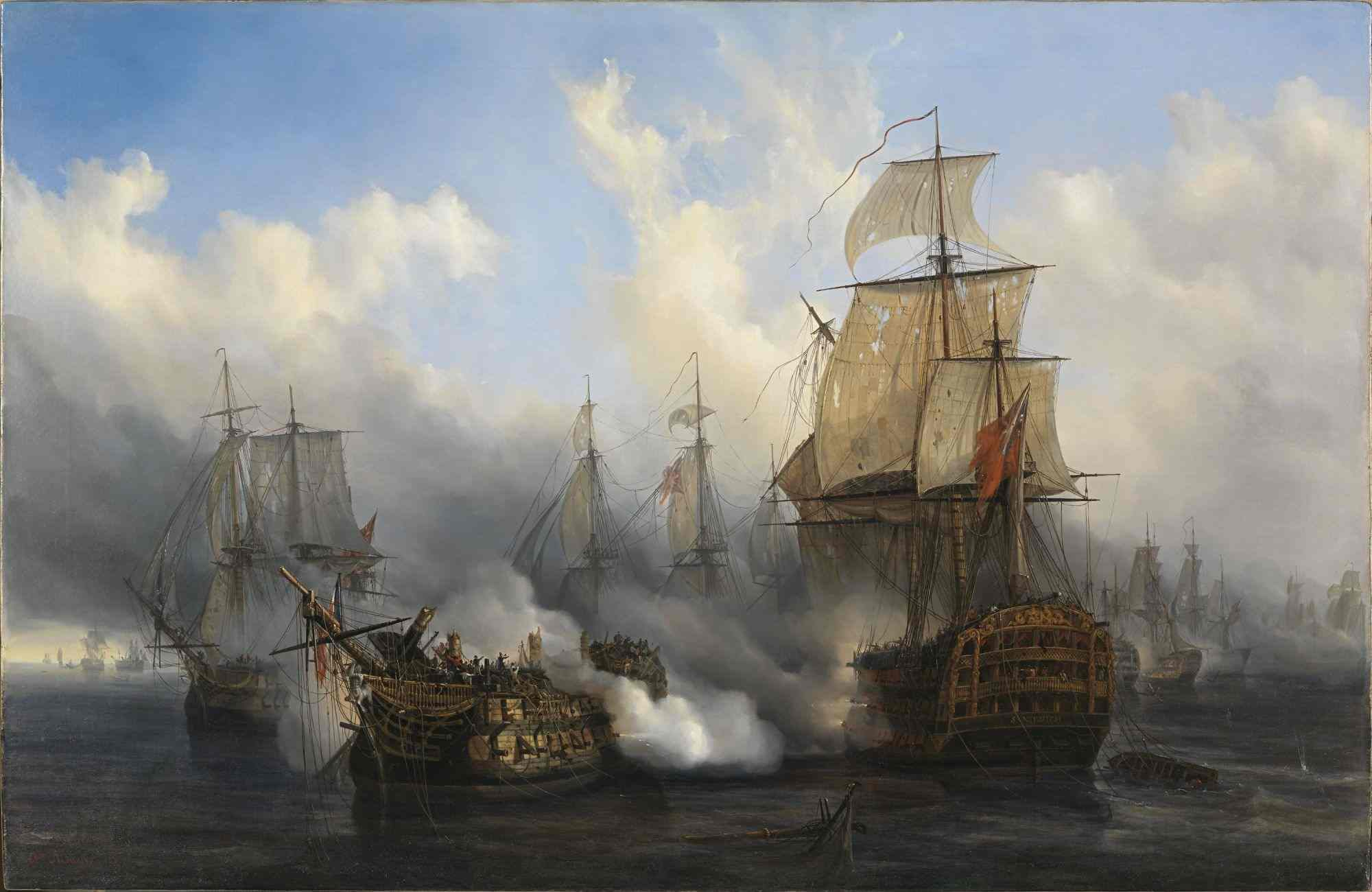
Bitwa morska pod Trafalgarem w wieku żagli (na obrazie Mayera)

Wyznaczenie ram czasowych nie może być precyzyjne, ale ogólnie przyjmuje się, że wiek żagli zawiera się pomiędzy bitwą pod Lepanto w 1571 roku, kiedy to główną rolę odgrywały wiosłowe galery, a bitwą w zatoce Hampton Roads w roku 1862, gdzie napędzany maszyną parową okręt pancerny CSS „Virginia” zniszczył żaglowe fregaty USS „Cumberland” i USS „Congress”, co oznaczało kres dominacji okrętów żaglowych i uznanie ich – wobec okrętów z napędem parowym – za przestarzałe.
Nie oznaczało to kresu żaglowców, które – jako statki handlowe – miały być obecne na morzach do lat dwudziestych XX wieku. Żaglowce nie wymagały paliwa i skomplikowanych maszyn, a tym samym nie były uzależnione od stacji bunkrowych na lądzie. Statki z napędem parowym były szybsze i nie musiały liczyć się z przeciwnymi wiatrami, a na oceanach korzystać z dobrodziejstwa pasatów. W rezultacie wypierały żaglowce z rynku, docierając do docelowych portów dwukrotnie szybciej niż statki żaglowe. Te ostatnie przetrwały do dziś jako statki rybackie, jednostki szkolne, wycieczkowe, a nade wszystko jachty.

## Złoty wiek
Mianem złotego wieku żagli określa się zazwyczaj drugą połowę XIX wieku, kiedy to statki handlowe z napędem żaglowym osiągnęły szczyt doskonałości; chodzi tu przede wszystkim o klipry, a następnie windjammery, które zostały wyparte z rynku dopiero w latach trzydziestych XX wieku. Czasami złotym wiekiem (piractwa) określa się lata 1690 – 1725, kiedy na Atlantyku panowali znani piraci, jak Edward Teach (Czarnobrody) czy Bartholomew Roberts, którzy potrafili nawet napadać lub blokować miasta portowe.